# ブルーレディ
ブルーレディ（BLUE LADY）は、日本のお笑いコンビ。吉本興業東京本社（東京吉本）所属。東京NSC20期生。2015年4月1日に結成された。2021年4月18日に開催されたJiｍbocho所属サバイバルバトルを22位で通過し、神保町よしもと漫才劇場の所属メンバーとなる。略称は「ブルレ」。釜山広域市の広報大使も務めている。

## メンバー
佐野友康（さの ともやす、1987年9月10日 - ）
- 愛称「さのぴ」。立ち位置は右。
- 身長157cm。体重53kg。血液型B型。
- 埼玉県狭山市出身。東洋大学文学部卒業。元AD。
- 特技はナオト・インティライミの秒モノマネ。
- 神保町よしもと漫才劇場『私服カタログ』「オシャレ＆ダサい芸人ランキング2022」ダサい芸人第3位。
- 東京都観光ガイドの資格保持。
- 世界遺産検定２級を持ち、バックパックで世界周遊してこれまでに世界20カ国、40都市を訪問。
- 鎌倉検定３級。
- パンシェルジュ検定３級。
- 小型船舶操縦免許証2級。
- 日本ダイエット健康協会認定のダイエット検定２級。
- NPO法人日本茶インストラクター協会認定の日本茶検定２級。
- 趣味は折り紙。「サンリオ」や「鬼滅の刃」キャラクターの折り紙をSNS上で公開している。
- 特技はピアノ。ピアノをネタ作りにも活用している。
- ガールズ競輪が大好きでほぼ毎日やっている。

田中凌（たなか りょう、1995年12月29日 - ）
- 愛称「プリンス」、あるいは料理が得意なため「クッキングプリンス[1]」とも呼ばれる。立ち位置は左。
- 身長174cm、体重58kg。血液型O型。
- よしもと男前ブサイクランキング2019年度男前ランキング第25位。
- 神保町よしもと漫才劇場『私服カタログ』「オシャレ＆ダサい芸人ランキング2022」オシャレ芸人第1位。
- 千葉県浦安市出身。千葉県立松戸国際高等学校普通科卒業。高校時代は無遅刻無欠席無早退で、卒業時に皆勤賞を受賞した。
- 新概念お笑いK-POPアイドルグループ「KOKOON」のメンバーを2022年8月まで兼任しており[2]、脱退するまで史上初の現役K-POPアイドル芸人の肩書きを持っていた。
- 2018年4月、韓国語が全くわからない状態でソウルに渡るも、通訳なしで芸能活動ができるまで流暢になる。
- 元AKB48の片山陽加の大ファン。高校生時代にアルバイトで稼いだ300万円をAKB48に費やした。
- 中学時代は野球部に所属し、幼少の頃から東京ヤクルトスワローズを応援している（年間約30試合を現地で観戦）。野球好き吉本興業所属芸人によるライブ「プロ野球ファンミーティング」（2021年10月19日、無限大ホール）、「開幕直前！プロ野球 セ・リーグトークライブ」（2022年3月24日、無限大ホール）ではヤクルトファン代表として出演しているほどの、スワローズ大好き芸人である。
- 愛酒家。ワイン検定のブロンズクラス。
- 漢咲コータローとユニット「津軽ソウル」を組み、”韓流アイドルと津軽弁男子の噛み合わない日常”シリーズをインスタグラムのリールとTikTokで公開中。
- CoCo壱番屋でカレーを頼むときは7辛を頼むほどの辛い物好きで知られる。ちなみに好きな組み合わせは豚しゃぶカレーとチーズ＆納豆のトッピング、ライスは200g。

## 来歴
2014年4月、NSC東京校に20期生として入学。在学中にコンビ結成。
2017年2月に旗揚げした「三ランポリン4アター」の劇団員として三中元克や兼近大樹（EXIT）と共に舞台活動を行う。
吉村崇（平成ノブシコブシ）率いるボーイレスクショー「Butterfly Tokyo」の団員として舞台活動を行う。
韓流パロディユニット「K-OMEDY」メンバー。
現在、神保町よしもと漫才劇場を中心に活動中。
釜山広域市の2030年国際博覧会の誘致のための広報大使に任命される。

## 出演

### テレビ
- 突然ですが、明日結婚します（フジテレビ）（2017年1月23日～3月20日)（田中のみ）
- 今田×東野のカリギュラ（Amazonビデオ）（Vol.2、うちの親は大丈夫！ガチ詐欺選手権）（田中のみ）
- ブラ迷相談部 その悩み!小杉と吉田まで（東海テレビ）（2018年5月8日）
- ウチのガヤがすみません（日本テレビ）（同年5月8日、2019年7月2日）
- サンドと石井と知りすぎた芸人たちの会！（フジテレビ）（2020年8月1日）（佐野のみ）
- ハングギスター　〜韓国のスターへの道〜（FANYチャンネル）（2021年6月25日）（田中のみ）
- ニューヨーク恋愛市場（Abema TV）（同年10月12日）（佐野のみ）
- かまいたちの知らんけど（MBSテレビ）（同年11月4日）（佐野のみ）
- いろはに千鳥（テレビ埼玉）（2022年1月25日、2月1日）[5]
- 仮面ライダーリバイス（テレビ朝日）（同年2月13日）
- ニューヨーク恋愛市場（Ameba TV）（同年3月1日、2023年3月7日）
- 有田ジェネレーション（Paravi）（2022年4月18日）
- ネオバズ（Ameba TV）（同年6月15日）（田中のみ）
- ニューヨークと蛙亭のキット、くる!!（テレビ神奈川）（同年6月22日）
- ダウンタウンのガキの使いやあらへんで!（日本テレビ）（同年10月9日）
- EXITのベルギー行ったらモテるやつ (テレビ東京）（同年1月7日)
- おもてなしプレゼン合戦 芸人アテンダーバス (TBSテレビ)（同年1月12日)
- ニューヨーク恋愛市場（Ameba TV）（同年2月14日）（田中のみ）
- 座持ち動画グランプリ（日本テレビ）（同年6月22日）（佐野のみ）
- ぽかぽか（フジテレビ）（同年8月2日）
- ブルーレディの輪活のススメ（2025年1月 - 、テレビ埼玉） メインMC
- BACHプラザ（2025年4月 - 、テレビ埼玉） 競輪解説者

### ラジオ
- ME YOUのミュージシャンと一緒に遊ぼう‼（韓国 MWFM）（2018年6月12日）（田中のみ）
- ME YOUの笑顔になる絵本の間‼（韓国 MWFM）（2018年6月22日）（田中のみ）
- アフタヌーンティータイム（渋谷クロスFM）（2021年8月4日）
- 渋谷DEもっさんタイム（渋谷クロスFM）（2021年11月～）

### 映画
- HiGH&LOW THE WORST X（2022年9月9日公開）（佐野のみ）

## 出囃子
- A-ha　「テイク・オン・ミー」